# 蒙维尔
蒙维尔（法語：Montville，法語發音：[mɔ̃vil]）是法国滨海塞纳省的一个市镇，属于鲁昂区。

## 地理
蒙维尔（49°32'47"N, 1°4'32"E）面积10.85 平方千米，位于法国诺曼底大区滨海塞纳省，该省份为法国北部沿海省份，其西部及北部濒大西洋英吉利海峡，东起顺时针与索姆省、瓦兹省、厄尔省和卡爾瓦多斯省接壤。
与蒙维尔接壤的市镇（或旧市镇、城区）包括：昂索姆维尔、方丹堡、弗雷基耶讷、马洛奈、蒙科韦尔。

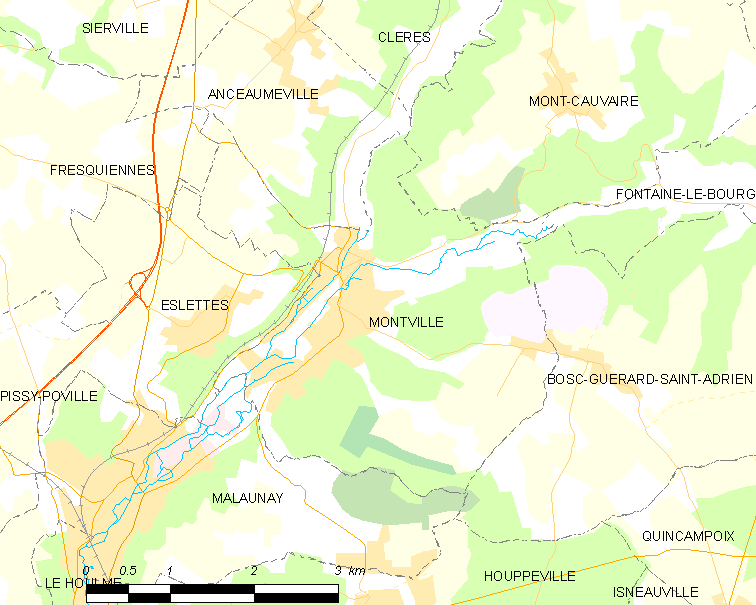
蒙维尔的OSM定位图

蒙维尔的时区为UTC+01:00、UTC+02:00（夏令时）。

## 行政
蒙维尔的邮政编码为76710，INSEE市镇编码为76452。

## 政治
蒙维尔所属的省级选区为布瓦纪尧姆县。

## 人口

1962-2008年间蒙维尔人口变化图示

蒙维尔于2022年1月1日时的人口数量为4618人。